# Leopold von Schuhmann
Leopold Schuhmann (seit 1880 von Schuhmann) (* 27. Januar 1815 in Grünberg, Provinz Schlesien; † 4. Oktober 1886) war ein preußischer Beamter. Zuletzt war er Unterstaatssekretär im Staatsministerium.

## Leben
Er war der Sohn des Kaufmanns David Schuhmann (??–1840) in Grünberg. Leopold Schuhmann trat 1835 als Auskulator in den preußischen Staatsdienst ein. Im Jahr 1841 war er Assessor am Kammergericht. Im Jahr 1849 wurde er zum Regierungsrat im Landwirtschaftsministerium ernannt. Im Jahr 1856 wurde er Geheimer Revisionsrat blieb aber Hilfsarbeiter im Landwirtschaftsministerium.
Schuhmann wurde 1859 zum Geheimen Regierungsrat und zum Mitglied der Zentralkommission für Rentenbanken ernannt. Im Jahr 1862 wurde er zum Geheimen Oberregierungsrat befördert und zum Mitglied im Landesökonomiekollegium ernannt. Seit 1868 war Schuhmann Mitglied im preußischen Staatsrat. Er wurde 1869 Generaldirektor der direkten Steuern im Range eines Ministerialdirektors im Finanzministerium. Seit Juli 1874 war er Unterstaatssekretär im Staatsministerium.
Außerdem war Schuhmann zwischen 1873/74 und 1877 Präsident des Disziplinargerichtshofs für nichtrichterliche Beamte. Er war auch von 1873 bis 1877 Mitglied des Gerichtshofs zur Entscheidung der Kompetenz-Konflikte. Im Jahr 1876 schied Schuhmann aus dem aktiven Staatsdienst mit dem Titel eines Wirklichen Geheimen Rats mit dem Prädikat „Exzellenz“ aus. Seit 1879 war er Vorsitzender des Landesökonomie-Kollegiums. Bereits seit 1872 gehörte Schuhmann dem preußischen Herrenhaus an.
Außerhalb seiner amtlichen Tätigkeit war er Mitglied des Montagsclubs und der Gesetzlosen Gesellschaft.
Schuhmann wurde als Wirklicher Geheimer Rat und Unterstaatssekretär a. D. am 29. Februar 1880 in Berlin in den preußischen Adelsstand erhoben.